# 张静吾
張静吾，（1900年—1998年）曾用名张凝，中華民國医学教育家，河南大学医学院创始人，河南省西医和神经内科创始人。

## 生平
張靜吾在1900年农历7月27日出生于河南省巩县（现巩义市）北窑湾兴仁沟一个耕读为生诗礼传家的家庭。1911年随其兄张長庚到县城高小读书，数年后隨其父到兰封县县署内聘请胡宗宿先生为中文教师。1913年，張静吾考入河南留学欧美预备学校德文班。该预备学校为袁世凯所办，是当时中国唯一的出国培训机构（目前为国家一级文物保护单位），学制为五年。1918年、由北京大学法科的兄长張長庚引荐见北大校长蔡元培，经蔡元培校长推荐入北大文科学习。1919年，因性不近文，随同学郭世堯去日本東京医学专科学校学医。在東京参加了留日学生轰轰烈烈的“五四”运动。1920年回上海同济大学学习医学本科，次年赴德国哥廷根大学学习医学，1926年获德国国家医学博士学位。由于回国心切，婉拒了当时德国神经内科专家舒尔茨（Schultz）留他做助教的心意。
1926年底張静吾回到中国。1927年春见河南大学校長凌济东，力陳在河南大学设立医学院之必要性。同年，经中華民國上将刘镇华的推荐任囯民革命军第二集团军第八方面军医院院長。1928年被派往上海购买医药及医疗器械。返途中患伤寒病、离开军队。病愈后在同年7月赴北京德国医院（现北京医院）。張静吾是上世纪二十年代北京德国医院第一位中国医师、也是该医院唯一的一個中国医师。1931年，应河北大学主持医科的馬馥庭教授(后为河北医学院院長)的邀请到保定，教授内科学。四年教学，编了一整套内科学讲義、由河北医学院出版印刷使用。
1934年，应河南大学校長張仲鲁的聘请、張静吾为河南大学医学院教授兼医学院院长。 河南大学医学院在1927年经張静吾向河南大学校長凌济東力陈建立医学院之必要后，在1928年設立医科，陳雨亭为医科主任（陳雨亭之后为阎仲彝），当时名为河南中山大学医科。1933年开始，始称为河南大学医学院。1934年張静吾被任命为河南大学医学院院長。同年張静吾向行政院管理中英庚款董事會申请补助15萬现大洋，创建了河南大学医学院附属医院。
1937年元月，張静吾赴上海同济大学医学院，并兼任設在江湾的上海市中心医院主任。此医院为上海同济的教学医院。在同济医科创办时，学生在上海白克路宝龙医院实习。同济改为医学院时，仍以此为实习医院。然此医院为德国医生私人所办，不宜長久。1936年，上海市政府在江湾建立市中心医院，其建筑质量非凡、而其院内空地也多、大有发展空间，同济大学代表翁之龙和張静吾几经周折与上海市市政府商谈，终于莶定合同：医院的所有权归市政府、医院的使用权归同济大学。至此，同济大学终于有了自己的教学与实习医院，一个当时较为完善的医院。上海大商人周宗良平素热心教育，欧战期间曾为同济大学校董、出资维持学校。1937年春，又愿出资数佰萬现洋，在沪西筹办一個大医院、永久与同济大学医学院合作。翁之龙派張静吾、梁之彦同周宗良协商并莶定了合同，送教育部备案。同济大学医学院既有了市中心医院、又有了这个永久合作的医院，則临床医学的教学与实习就没有什么大的忧患了。
八一三沪淞战役，日軍進攻上海，同济大学倉促迁入上海公共租界之内。翁之龙呼吁医护人员救死扶伤，不到一周、一個可以收容几百張病床的伤兵医院就筹备完毕。張静吾找到任职于軍医总署的留德医学博士張建中将，向張建陈述：日宼铁蹄、長驱直入、从东北到淞沪，从宛平芦沟桥到华北战埸，淪陷区多、军医人员严重缼少，为了在战时增加军医成员并有效救死扶伤国军的伤病员，任何医学院当以抗战第一而不可躲在大后方，軍医总署可责令每个医学院承办一個重伤医院以支援抗战！ 这个建议被張建采纳。不久，軍医总署任命張静吾为第一重伤医院院長（上海同济大学承办），后攺任为第五重伤医院院長。 張静吾于九月底奉命赶到苏州、院址定在太湖之滨的胥口镇的張家祠堂内，在当地士绅与民众的协助下，半个月即开始收治伤兵员600余人。1937年11月期间，政府军队从上海撤退时、苏州形势危急，張静吾院長即率领第五重伤医院千余名伤病员及全院职工渡过太湖、到达太湖中的洞庭西山、才在宜兴县登岸、然后直奔蕪湖…，再从蕪湖坐船到九江…，又从九江到南昌…，达南昌后适逢同济校长翁之龙，始知同济大学已由浙江金华迁到江西赣州，他与張静吾商量：准备把原留上海的医学院临床部与第五重伤医院都留在江西吉安、作为同济大学的实习医院，由張静吾统一负责。1938年夏，需临床实习的同济学生们来吉安医院上课，在开课典礼的礼堂里，翁之龙宣布張静吾为同济大学医学院院長。后来，广州淪陷，同济只得迁校于昆明。 在昆明，许多淪陷区的大学及医院也多在此城不期而遇……恰恰在春城，偶遇军医总署張建，他此时任贵州安顺军医学校（国防医学院之前身） 教育長。軍医学校的教学设备与医疗設备当时是全国最先进的、且许多教官都是德国留学或者同济大学出身。張建盛情邀请張静吾到安顺，張静吾欣然接受。
1940年元月，張静吾离开昆明抵达安顺。任附属医院的院長兼任内科总教官。在此之前、内科总教官是杨济时、欧美学派名人。医学界在上世纪二十至四十年代有南杨北張的传说。南杨、指长江以南揚济时。北張、指长江以北張静吾。延续至五十年代、六十年代仍有此彥之传闻。在安顺军医学校的教学及管理附属医院的工作中，張静吾果然不负众望。張静吾把二十年代初在德国潜心学习的神经及神经内科学编入教材的必修课，解图及讲课栩栩如生，阐明剖析时逻辑分明，引用病历及病案时一通百通。多年后安顺当地人仍津津乐道附属医院的医术精湛医德亷洁的工作作风（见張建之女張丽安所著的《張建与军医学校》对張静吾筹建与管理附属医院的业绩进行了中肯的评论）。在安顺军医学校附属医院、張静吾接待过抗日著名将军孙立人、杜聿明、戴安瀾…。
1943年冬，張静吾受河南大学邀请离开安顺，辞去军职，经重庆、汉中、洛阳而达河南嵩县县城（抗日时期后方），被河南大学校長王廣庆任命为河南大学医学院院长兼附属医院院長。故乡人如此热枕，沿途十几里迎接。中原父老如此親切，河南大学如此纯朴，使張静吾浑感其诚，热泪纵横…，萬里赴戎机、关山度若飞…。归来后張静吾夜以继日的工作，整顿医学院、整顿医学院的附属医院；奋力开設門诊、親自坐鎮医病，周围外县的民众纷纷闻讯而来…；整理开放图书馆，提倡声像教学法，啟发医学的教学能力；扩大招生、使伏牛山这一带许多县学医的人数倍增，给久居山中的沉沉暮气与蒼茫带来了勃然清新的生机与发展…。在这漠漠的嵩县的群山中，河南大学医学院的学生系统地学到張静吾教授主编的《内科学》。
1944年，日本人侵入河南嵩县潭头，张静吾在带领学生与日本人周旋的路途中，他的妻子吴芝蕙不幸被日本人杀害，跟随他身边的侄子张宏中被日本人刺为重伤，河南大学几个师生也不幸遇难。張静吾家庭及河南大学师生在抗日战争期间迁徙河南嵩县遭遇了重创。
1945年日本投降， 河南大学医学院从宝鸡附近的姬家店迁至苏州市怡园。教育部常委次長田培林召集郝象吾、張静吾、馬非百组成河南大学三人小组，全权決定河大的一切事宜。1949年6月，中共河南省委派郭海長为代表，到苏州市接河南大学回开封。中共华东軍政委员会陈毅派专列送河南大学回到开封。張静吾坚定地站在共产党人这一方，使河南大学回到了中原大地
-开封。1949年底，中央人民政府任命張静吾为河南大学医学院院長兼附属医院院長。院系调整之后，医学院从河南大学独立出来、成为一所直属于教育部的大学：河南医学院。1956年国务院总理周恩来任命張静吾为河南医学院副院長。
1949至1956年，张静吾到南方各地为河南大学医学院聘请了全国一流的专家和教授数名，他还亲自为河南医学院迁至省会郑州绘制了医院的门诊和病房大楼设计图。
1957年因反对以卢长山为主的官僚主义领导和发表了“专家治校”“外行不能领导内行”等言论被划为右派达20年之久。1977年平反后，恢复院长等职务，恢复国家一级教授。
在被划为右派的20年岁月里，张静吾主要从事神经内科的研究和门诊治疗。平反后（77岁）从事院报校刊和教学研究，80高龄后翻译了德国新版《神经内科学》。
张静吾右派平反后曾担任中华爱国卫生委员会河南省分会副主席，河南省科协副主席，河南医学院副院长等职务。

## 家庭
- 前妻 吴芝蕙（1944年被日本人杀害）
- 妻子 毋爱荣（河南大学医学院毕业，河南医学院儿科教授，主任医师）
- 儿子 張宏时，
- 儿媳 霍平，
- 孙子 張楠；
- 大女儿 張宏锦 ，
- 女婿 任德东，
- 外孙 任启嵩，外孙女 張旸；
- 二女儿 張宏改，
- 女婿 周静宇，
- 外孙 周蕴；
- 兄长 張长庚 （北京大学法科毕业）
- 侄子 張宏毅， 張宏任，張宏勋，張宏中，張宏远
- 侄女 張宏育